# إليونور باور
إليونور باور (بالألمانية: Eleonore Baur)‏ هي ممرضة ألمانية، ولدت في 7 سبتمبر 1885 في باد آيبلينغ في ألمانيا، وتوفيت في 18 مايو 1981 في أوبرهآخينغ في ألمانيا.